# 贝耶乌尔宫酒店
贝耶乌尔宫酒店（Bellevue Palace）是瑞士伯尔尼老城区的一家五星级豪华酒店，它由瑞士联邦拥有，是接待来访的国家元首和政府首脑的国宾馆，在瑞士联邦议会会议期间，它接待着数十名议员。

## 历史

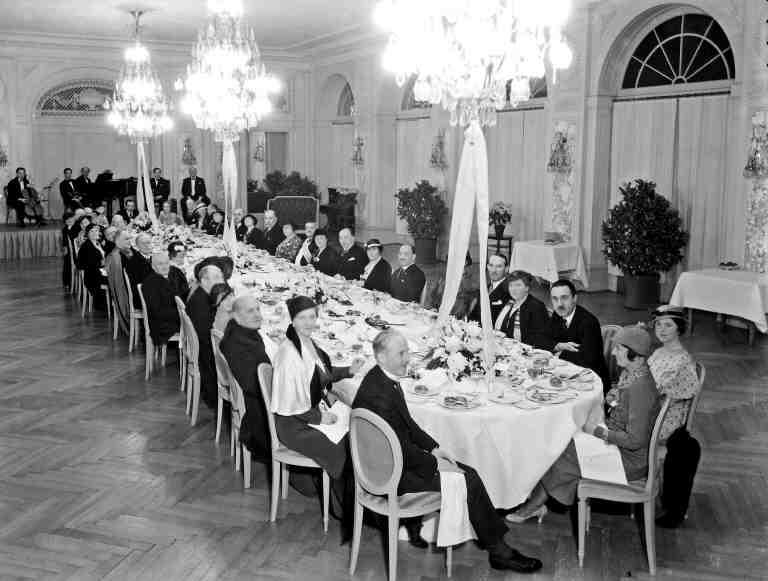

最初的贝耶乌尔宫酒店是由金融家弗里德里希·奥斯瓦尔德于1865年建造，紧邻联邦政府的所在地联邦宫。1910年，他的继承人将酒店拆除，重建为新古典主义建筑风格。  新的贝耶乌尔宫酒店于1913年重新开放，第一次世界大战期间，乌尔里希·威利将军将其作为瑞士的军事总部。二战期间，酒店仍然营业。它成为交战大国在瑞士外交和情报活动的焦点，其酒吧是战略情报局站长艾伦·杜勒斯的出没地。 一半的餐厅经常光顾的是盟国的客人，而另一半则招待来自轴心国的顾客。
战后，酒店的财富急剧下降。 为了防止外国买家收购国宾馆，瑞士国家银行于1976年收购了该酒店，1994年又将酒店赠送给联邦，联邦保留了该酒店99.7%的股份。 贝尔维尤宫显然需要大修，因为它缺乏空调等设施，Bellevue Palace , 因此于2002年关闭，进行一年翻修，耗资4000万瑞士法郎，并将客房数量从230间削减至130间。 Following a spate of bad publicity over low staff wages, 2007年，联邦将管理权交给瑞士一家连锁豪华酒店。
贝耶乌尔宫酒店曾接待过许多国家元首和政府首脑，包括温斯顿·丘吉尔、米哈伊尔·谢尔盖耶维奇·戈尔巴乔夫、贾瓦哈拉尔·尼赫鲁、伊丽莎白二世和明仁天皇。 。冷战期间，因为它的一系列安全特点和广泛的警察保护，被用作赫尔辛基协议的谈判地点，一些与会者称其为“欧洲保护最好的建筑”。 约翰·勒卡雷的间谍小说《史迈利的人马》及改编的电视剧就部分设定在贝耶乌尔宫酒店。 在瑞士政治里，众所周知，在议会会议期间，这个酒店的酒吧和休息室是许多深夜政治交易的地点，如安排瑞士联邦委员会选举。

## 特征
贝耶乌尔宫酒店除了舞厅、餐厅、沙龙、酒吧和会议设施外，还拥有一系列套房，包括一套宽阔的总统套房，可欣赏到阿勒河与伯尔尼山的美景。 酒店的美食在《戈和米約》美食指南中获得16分。 《弗罗默旅行指南》将贝耶乌尔宫酒店描述为“伯尔尼的老贵夫人”和“城里最奢华、最华丽的选择”， 认为“在著名的贝耶乌尔露台用餐是来到伯尔尼的原因之一。” 该酒店是立鼎世酒店集团（Leading Hotels of the World）成员。